# Víctor Levi Sasso
Víctor Levi Sasso (12 de julio de 1931 - 4 de octubre de 1995) fue un profesor, ingeniero Civil y escritor panameño. Se le conoce por ser el primer rector de la Universidad Tecnológica de Panamá, cuyo campus central lleva su nombre.  Además se destacó dentro de su especialidad -ingeniería civil- y fue el autor de libros en los temas de resistencia de materiales y análisis plástico de los materiales. También se le conoce como el primer panameño en obtener un doctorado en ingeniería.

## Biografía
Víctor Levi Sasso nace el 12 de julio de 1931 en la ciudad de Colón, Provincia de Colón. Pasa una parte de su infancia en Francia, pero la mayoría de ella en su provincia natal, donde cursó sus estudios primarios y secundarios. Obtuvo su título en Ingeniería Civil en la Universidad de Panamá en 1956. Más tarde, estudiaría en la Universidad de Lehigh en Estados Unidos, completando una Maestría y Doctorado en Ingeniería.
El Gobierno Nacional lo condecoró con la Orden Vasco Núñez de Balboa que es la mayor distinción que otorga la República de Panamá, con el grado de Comendador por su contribución a la educación nacional, sobre todo a nivel superior.

## Vida profesional
Realiza sus estudios primarios y secundarios en la provincia de Colón. Hombre de una visión extensa, ingresa a la facultad de Ingeniería y Arquitectura de la Universidad de Panamá. Para realizar dichos estudios tuvo que trabajar de día y estudiar de noche, llegando al final a obtener el grado de Licenciatura en Ingeniería Civil en el año de 1955 con altos honores, siendo el primer puesto de la promoción de ese año y el estudiante de mayor índice dentro de la universidad.  
Después de su graduación obtiene una oportunidad para laborar y realizar su práctica profesional en la construcción de la Carretera Panamericana en el interior de la república la cual le da una visión de llevar la educación a este sector del país, ya que afirmaba: ”El país no solo lo conforma la capital, sino cada región del país”.
Logra obtener una beca para estudio de maestría en los Estados Unidos de América, durante su estancia destacó por su amor a la investigación y su excelencia a la hora de realizar estudios, logrando en el año de  1958 obtener la Maestría en Ingeniería. Por las cualidades mostradas durante el desarrollo de la maestría le es otorgada una extensión de sus beca de estudios en dicho país y es así como en 1962 obtiene el  doctorado, también en Ingeniería Civil. Estos dos títulos los consigue en la Universidad de Lehigh, de Pennsylvania.  Dictó conferencias en varias universidades de los Estados Unidos para presentar sus aportes con otros científicos Americanos en el tema del Análisis Plástico de las Estructuras, la cual fueron las bases en los nuevos códigos de estructura vigentes en la actualidad.
Su vida personal es poco conocida ya que la gran parte de su vida la dedicó a su visión futurista de llevar la educación técnica que era el futuro de país a cada rincón del territorio del país.  Se casó con Janet Roth y con ella tuvo tres hijos, Elizabeth, Victoria y David y sus nietos Vera, Esther, Isaac y Gabriel. Víctor Levi afirmaba que cada estudiante era su colaborador e hijo.

### Contribuciones
Su mayor obra y contribución al país fue la creación el 31 de julio de 1981 de la Universidad Tecnológica de Panamá, en la cual fue su primer Rector. Siendo elegido (1987) para su periodo adicional de cinco años.
Entre los cargos destacados en las que estuvo involucrado, podemos mencionar:
- Ingresa al cuerpo de docente de la Facultad de Ingeniería y Arquitectura de la Universidad de Panamá.
- Director del Centro Experimental de Ingeniería.
- Fue responsable de generar y concretar el programa de Becas LASPAU para que los ingenieros panameños se perfeccionaran en el extranjero y contribuyeran a transmitir sus conocimientos adquiridos con los nuevos estudiantes.
- Decano de la Facultad de Ingeniería (1970) de la Universidad de Panamá.
- Director (1975) del Instituto Politécnico.  En 1981, cuando el Instituto Politécnico se convierte en Universidad Tecnológica de Panamá, fue designado como su primer rector.

Además de sus aportes en la creación de Centros experimentales y regionales de la Universidad en cada provincia del país.
- Cuando le fue otorgado el cargo de Director del Instituto Politécnico se encargó de traer las nuevas corrientes de mundiales en materia tecnológica, la cual se concretó en la creación de la primera maestría en Ingeniería Estructural del país a nivel de Ingeniería.

## Publicaciones
Entre los libros y folletos escritos por el Dr. Víctor Levi Sasso destacan:
- Análisis plástico de estructuras
- Resistencia de materiales
- Ecuaciones diferenciales, incluida en el catálogo de la Biblioteca Nacional de Panamá.

Sus estudios sobre el comportamiento plástico de las estructuras sirvieron de base, junto con los de otros investigadores norteamericanos, a lo que hoy es el Código de Acero LRFD la cual alcanza una difusión mundial en la industria de la construcción, en la cual él fue uno de los pioneros. Gracias a estas investigaciones fue invitado a dictar conferencias en distintas universidades del continente, especialmente en Venezuela, República Dominicana, Honduras.
Fue asesor de gran cantidad de tesis universitarias gran relevancia nacional, lo cual permitió a varios de sus estudiantes a perfeccionarse en varias universidades de Inglaterra, Estados Unidos, Canadá, entre otras.